# 维拉尔枫丹
维拉尔方丹（法語：Villars-Fontaine，法語發音：[vilaʁ fɔ̃tɛn]）是法国科多尔省的一个市镇，位于该省南部，属于博讷区。

## 地理
维拉尔方丹（47°8'57"N, 4°53'29"E）面积2.89 平方千米，位于法国勃艮第-弗朗什-孔泰大區科多尔省，该省份为法国中东部省份，北起奥布省，西接涅夫勒省和约讷省，南至索恩-卢瓦尔省，东南接汝拉省，东临上索恩省，东北部与上马恩省接壤。
与维拉尔方丹接壤的市镇（或旧市镇、城区）包括：瑟格鲁瓦、绍村、默耶、尼伊圣乔治。
维拉尔方丹的时区为UTC+01:00、UTC+02:00（夏令时）。

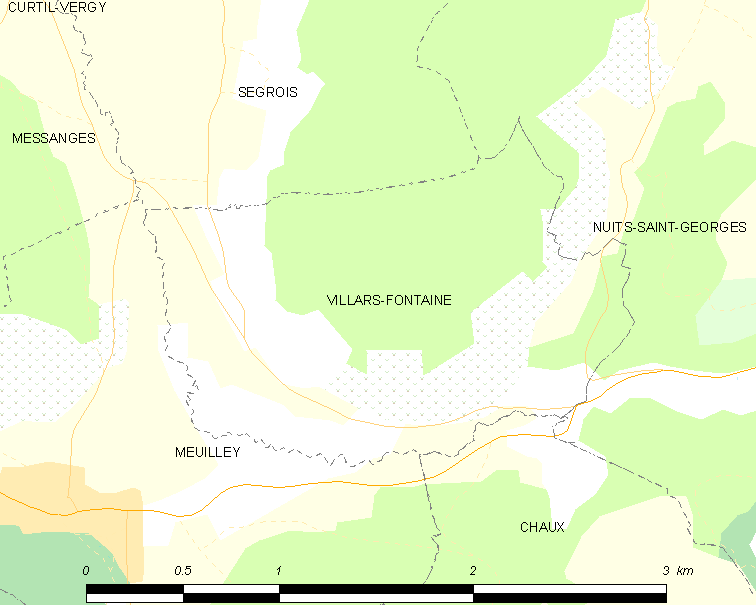
维拉尔方丹的OSM定位图

## 行政
维拉尔方丹的邮政编码为21700，INSEE市镇编码为21688。

## 政治
维拉尔方丹所属的省级选区为尼伊圣乔治县。

## 人口

1962-2008年间维拉尔方丹人口变化图示

维拉尔方丹于2022年1月1日时的人口数量为115人。